# Pterogyne nitens
El amendoim bravo, yvyraro, cocal, guiraró, madeira nova, palo coca, tipa colorada (Pterogyne nitens) es una especie de árbol de la familia Fabaceae. 

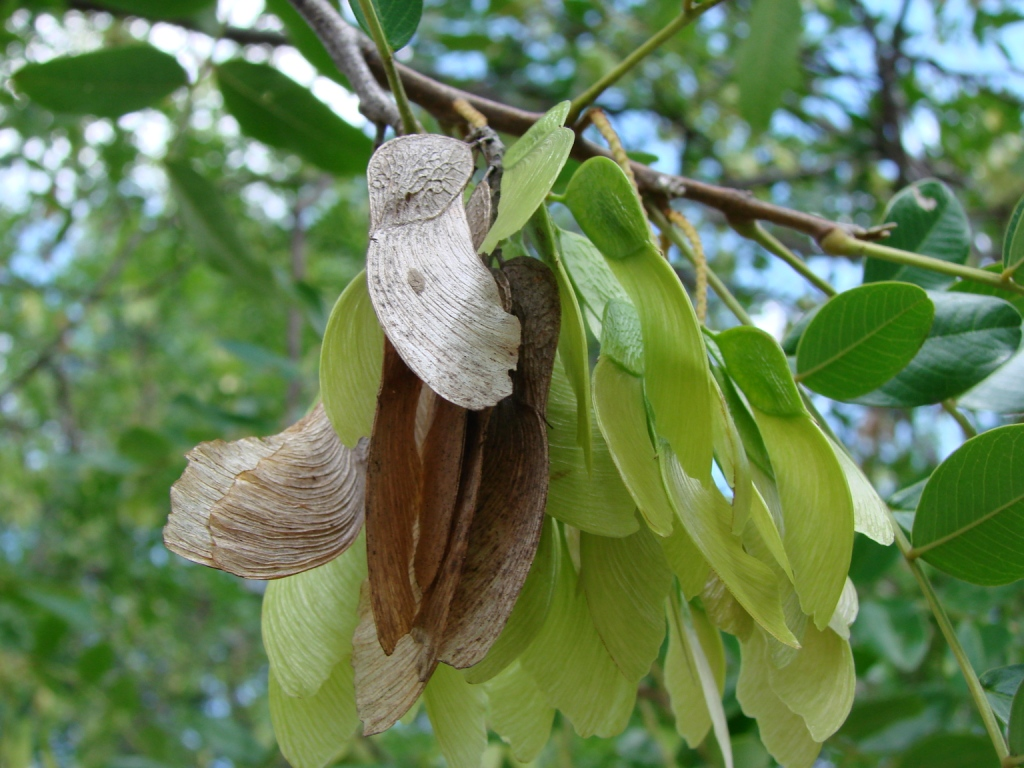
Detalle

## Distribución y hábitat
Se halla en Argentina, Bolivia, Brasil, Paraguay. Está amenazado por pérdida de hábitat.

## Descripción
Es un árbol heliófilo de áreas abiertas, bordes de caminos y rozas de bosques. Pionero en suelo arenoso y en áreas degradadas, pero desenvolviéndose mal si se planta puro a pleno sol; recomendándose su plantación mixta.
Florece de enero a febrero, y fructifica de marzo a mayo; sus semillas se cosechan de abril a julio, y conservan mucho tiempo su poder germinativo estando en ambiente seco y a temperatura normal no superior a 30 °C.

## Usos
Madera, leña, ornamental. Para ebanistería, tablas, carrocerías, construcción civil, vigas, revestimientos, decoración, durmientes, postes, cabos de herramientas, piso parqué, machimbres.

## Taxonomía
Pterogyne nitens fue descrita por Louis René Tulasne y publicado en Annales des Sciences Naturelles; Botanique, sér. 2 20: 140. 1843.